# Phanerochaete carnosa
Phanerochaete carnosa is een soort korstschimmel in de familie Phanerochaetaceae. Het is een plantenziekteverwekker die platanen infecteert. De schimmel werd voor het eerst voor de wetenschap beschreven door Edward Angus Burt in 1926 als een soort van Peniophora. Het werd in 1967 door Erast Parmasto overgebracht naar het geslacht Phanerochaete.